# Ala al-Din Ali
Ala al-Din Ali Pasha (c. 1290 - 1331). Príncipe (Bey) turco. hijo del bey otomano Osmán I e hijo  de su segunda esposa Rabi'a Bala Hatun, hija del jeque sufí Edebali.

## Vida
Dicen que fue consejero en el diván de su hermano Orhan gazhi y  durante el reinado de su hermano Orhan,  administro el territorio que su hermano le dio para vivir, siendo un hombre de letras, aconsejó a su hermano la creación de una guardia personal, para su protección , conformada por soldados turcos  ,  que posteriormente  y bajo el reinado de  su sobrino  el sultán Murad I primero y su hijo sultán Beyazid yildirim  se convertirá en el  cuerpo de infantería turca denominado Yeni Çeri (Jenízaro), que llegaría a acoger extranjeros , convertidos al islam. En contraste con la historia otomana posterior, cuando la sucesión se convirtió en un problema que podría conducir a una [[guerra civil]] violenta, Alaeddin aceptó su posición amablemente y no hubo disputas entre los hermanos. Alaeddin rápidamente se sometió al gobierno de su hermano, ofreciendo su lealtad y ganándose así el respeto del gobierno y del pueblo. De hecho, parece que Alaeddin disfrutaba de un estilo de vida relajado y estaba más preocupado por el hecho de que su padre no les dejara a Orhan ni a él ninguna fortuna junto con el Imperio que por la cuestión de la sucesión. Los vínculos entre estos dos hermanos, a diferencia de muchos otros príncipes otomanos, siguieron siendo amables durante el resto de sus vidas. Debido a su formación en asuntos de estado, Orhan buscó el consejo de Alaeddin, que recibió de buena gana. A cambio, Alaeddin solicitó la aldea de Fodrā y su petición fue concedida. 
Además de su participación en los asuntos estatales del Imperio Otomano, Alaeddin parece haber llevado una vida muy piadosa y tranquila. Hizo construir varias mezquitas. El Alaeddin Bey Cami en Bursa, terminado en 1335, es un ejemplo típico de mezquita de una sola unidad. Se trata de una arquitectura muy avanzada, con 8,2 metros cuadrados y un pórtico de tres tramos. La cúpula está sostenida por triángulos turcos y hay un único minarete. En consecuencia, la “casi perfección de la Mezquita (Alaeddin Bey) Bursa radica en la simplicidad en la que se expresa un espacio ideal” (Goodwin 18). Aunque ahora, después de haber sido restauradas en el siglo XIX, las ventanas este y oeste ya no están directamente cruzadas, sino ligeramente torcidas. El minarete, si es el original, es el primer ejemplo de un minarete, pero debido a las debilidades arquitectónicas provocadas por la ubicación del minarete, es muy probable que sea una adición posterior.
Su historia se confunde a menudo con Alaeddin, hijo de Haji Kemaleddin, quien fue el primer ministro otomano registrado en la historia del imperio. Según A Şıkpa dice en su libro que el hijo de Osman Bey, Alaeddin nunca aceptó un cargo político, solo aceptó la posición de su hermano y pidió vivir con su familia en una aldea.

## Muerte y entierro
Alaeddin Bey murió en 1331 y está enterrado en Bursa. Se encuentra en la türbe imperial de Osman I en Bursa, construida por su hermano Orhan. 

## Familia
El príncipe Alaeddin se casó con la hija de Balad, (nombre desconocido), y fue bendecido con 8 hijos, 5 hijos y 3 hijas : 
1. Kılıç Bey,
2. Hızır Bey,
3. Mehmed Bey
4. Ibrahim Bey.
5. Şahi Çelebi
6. Taci Hatún
7. Ayşe Hatun
8. Pasa Hatun